# Danh sách xã thuộc tỉnh Bình Dương
Tính đến ngày 1 tháng 5 năm 2024, tỉnh Bình Dương có 91 đơn vị hành chính cấp xã, trong đó có 39 xã.
Dưới đây là danh các xã thuộc tỉnh Bình Dương hiện nay.
| Xã            | Trực thuộc         | Diện tích (km²) | Dân số (người) | Mật độ dân số (người/km²) | Thành lập |
| ------------- | ------------------ | --------------- | -------------- | ------------------------- | --------- |
| An Bình       | Huyện Phú Giáo     |                 |                |                           |           |
| An Lập        | Huyện Dầu Tiếng    |                 |                |                           |           |
| An Linh       | Huyện Phú Giáo     |                 |                |                           |           |
| An Long       | Huyện Phú Giáo     |                 |                |                           |           |
| An Sơn        | Thành phố Thuận An |                 |                |                           |           |
| An Thái       | Huyện Phú Giáo     |                 |                |                           |           |
| Bạch Đằng     | Thành phố Tân Uyên | 10,70           |                |                           |           |
| Bình Mỹ       | Huyện Bắc Tân Uyên |                 |                |                           |           |
| Cây Trường II | Huyện Bàu Bàng     |                 |                |                           |           |
| Đất Cuốc      | Huyện Bắc Tân Uyên |                 |                |                           |           |
| Định An       | Huyện Dầu Tiếng    |                 |                |                           |           |
| Định Hiệp     | Huyện Dầu Tiếng    |                 |                |                           |           |
| Định Thành    | Huyện Dầu Tiếng    |                 |                |                           |           |
| Hiếu Liêm     | Huyện Bắc Tân Uyên |                 |                |                           |           |
| Hưng Hòa      | Huyện Bàu Bàng     |                 |                |                           |           |
| Lạc An        | Huyện Bắc Tân Uyên |                 |                |                           |           |
| Lai Hưng      | Huyện Bàu Bàng     |                 |                |                           |           |
| Long Hòa      | Huyện Dầu Tiếng    |                 |                |                           |           |
| Long Nguyên   | Huyện Bàu Bàng     |                 |                |                           |           |
| Long Tân      | Huyện Dầu Tiếng    |                 |                |                           |           |
| Minh Hòa      | Huyện Dầu Tiếng    |                 |                |                           |           |
| Minh Tân      | Huyện Dầu Tiếng    |                 |                |                           |           |
| Minh Thạnh    | Huyện Dầu Tiếng    |                 |                |                           |           |
| Phú An        | Thành phố Bến Cát  | 19,78           |                |                           |           |
| Phước Hòa     | Huyện Phú Giáo     |                 |                |                           |           |
| Phước Sang    | Huyện Phú Giáo     |                 |                |                           |           |
| Tam Lập       | Huyện Phú Giáo     |                 |                |                           |           |
| Tân Định      | Huyện Bắc Tân Uyên |                 |                |                           |           |
| Tân Hiệp      | Huyện Phú Giáo     |                 |                |                           |           |
| Tân Hưng      | Huyện Bàu Bàng     |                 |                |                           |           |
| Tân Lập       | Huyện Bắc Tân Uyên |                 |                |                           |           |
| Tân Long      | Huyện Phú Giáo     |                 |                |                           |           |
| Tân Mỹ        | Huyện Bắc Tân Uyên |                 |                |                           |           |
| Thanh An      | Huyện Dầu Tiếng    |                 |                |                           |           |
| Thạnh Hội     | Thành phố Tân Uyên | 3,88            |                |                           |           |
| Thanh Tuyền   | Huyện Dầu Tiếng    |                 |                |                           |           |
| Thường Tân    | Huyện Bắc Tân Uyên |                 |                |                           |           |
| Trừ Văn Thố   | Huyện Bàu Bàng     |                 |                |                           |           |
| Vĩnh Hòa      | Huyện Phú Giáo     |                 |                |                           |           |